# Sphex

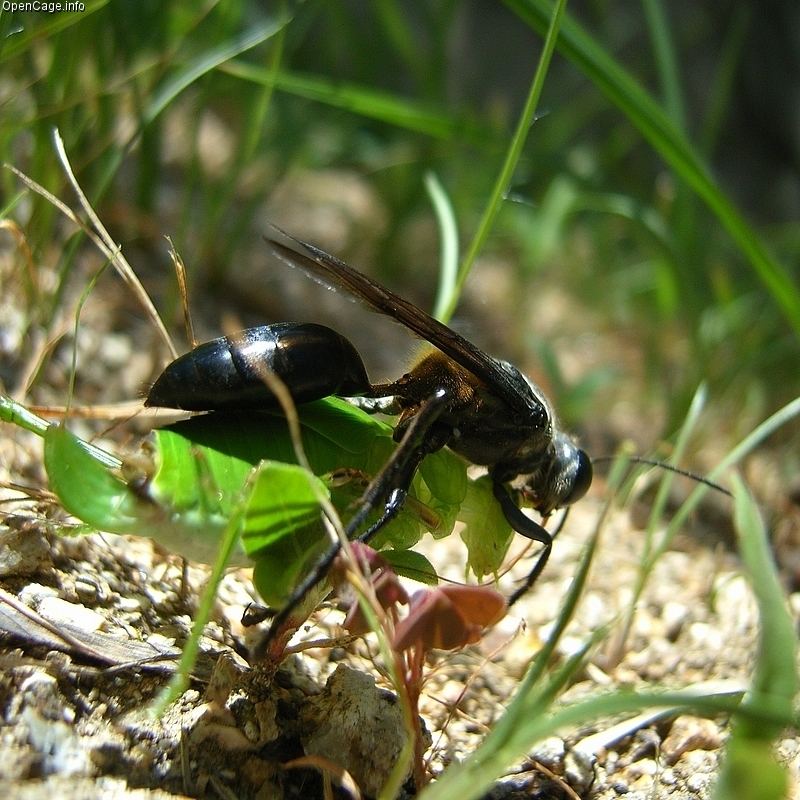
Sphex argentatus

Sphex es un género de himenópteros  de la familia Sphecidae, comúnmente conocidas como avispas excavadoras. Se conocen más de 130 especies.
Son depredadores cosmopolitas  que pican y paralizan insectos presa. En preparación para la puesta de huevos construyen un nido protegido (la mayoría excavan nidos en el suelo, mientras que otras utilizan agujeros preexistentes). Luego almacenan insectos capturados, Dictyoptera, Lepidoptera, Hymenoptera o saltamontes longicornios o arañas. Típicamente las presas se dejan con vida, pero paralizadas por las toxinas de la avispa. Las avispas ponen sus huevos en el nido aprovisionado, en algunas especies, la madre continúa trayendo presas a sus crías. Cuando nacen las larvas, se alimentan de los insectos paralizados.
La bien conocida especie de la gran avispa excavadora dorada (Sphex ichneumoneus) se encuentra en América del Norte. Las avispas en desarrollo pasan el invierno en su nido. Durante el verano una hembra puede construir hasta seis nidos, cada uno con varias celdillas para sus huevos. La construcción y el aprovisionamiento de los nidos se lleva a cabo según un estilo paso a paso estereotipado.
Las capacidades de navegación de  Sphex fueron estudiadas por el etólogo Niko Tinbergen. Richard Dawkins y Jane Brockmann estudiaron las rivalidades por nidos entre hembras de  Sphex ichneumoneus.

## Especies
Muchas especies que estaban antiguamente en esta familia han sido llevadas a otras familias.
El género Sphex contiene más de 100 especies:
- Sphex abyssinicus (Arnold, 1928)
- Sphex ahasverus Kohl, 1890
- Sphex alacer Kohl, 1895
- Sphex antennatus F. Smith, 1856
- Sphex argentatus Fabricius, 1787
- Sphex argentinus Taschenberg, 1869
- Sphex ashmeadi (Fernald, 1906)
- Sphex atropilosus Kohl, 1885
- Sphex basilicus (R. Turner, 1915)
- Sphex bilobatus Kohl, 1895
- Sphex bohemanni Dahlbom, 1845
- Sphex brachystomus Kohl, 1890
- Sphex brasilianus Saussure, 1867
- Sphex caeruleanus Drury, 1773
- Sphex caliginosus Erichson, 1849
- Sphex camposi Campos, 1922
- Sphex carbonicolor Van der Vecht, 1973
- Sphex castaneipes Dahlbom, 1843
- Sphex cinerascens Dahlbom, 1843
- Sphex cognatus F. Smith, 1856
- Sphex confrater Kohl, 1890
- Sphex cristi Genaro in Genaro & Juarrero, 2000
- Sphex cubensis (Fernald, 1906)
- Sphex darwinensis R. Turner, 1912
- Sphex decipiens Kohl, 1895
- Sphex decoratus F. Smith, 1873
- Sphex deplanatus Kohl, 1895
- Sphex diabolicus F. Smith, 1858
- Sphex dorsalis Lepeletier de Saint Fargeau, 1845
- Sphex dorycus Guérin-Méneville, 1838
- Sphex ephippium F. Smith, 1856
- Sphex ermineus Kohl, 1890
- Sphex erythrinus (Guiglia, 1939)
- Sphex ferrugineipes W. Fox, 1897
- Sphex finschii Kohl, 1890
- Sphex flavipennis Fabricius, 1793
- Sphex flavovestitus F. Smith, 1856
- Sphex formosellus Van der Vecht, 1957
- Sphex fumicatus Christ, 1791
- Sphex fumipennis F. Smith, 1856
- Sphex funerarius Gussakovskij, 1934
- Sphex gaullei Berland, 1927
- Sphex gilberti R. Turner, 1908
- Sphex gisteli Strand, 1916
- Sphex guatemalensis Cameron, 1888
- Sphex habenus Say, 1832
- Sphex haemorrhoidalis Fabricius, 1781
- Sphex hirtipes Fabricius, 1793
- Sphex ichneumoneus (Linnaeus, 1758)
- Sphex incomptus Gerstaecker, 1871
- Sphex ingens F. Smith, 1856
- Sphex inusitatus Yasumatsu, 1935
- Sphex jamaicensis (Drury, 1773)
- Sphex jansei Cameron, 1910
- Sphex kolthoffi Gussakovskij, 1938
- Sphex lanatus Mocsáry, 1883
- Sphex latreillei Lepeletier de Saint Fargeau, 1831
- Sphex latro Erichson, 1849
- Sphex leuconotus Brullé, 1833
- Sphex libycus Beaumont, 1956
- Sphex lucae Saussure, 1867
- Sphex luctuosus F. Smith, 1856
- Sphex madasummae Van der Vecht, 1973
- Sphex malagassus Saussure, 1890
- Sphex mandibularis Cresson, 1869
- Sphex maximiliani Kohl, 1890
- Sphex melanocnemis Kohl, 1885
- Sphex melanopus Dahlbom, 1843
- Sphex melas Gussakovskij, 1930
- Sphex mendozanus Brèthes, 1909
- Sphex mimulus R. Turner, 1910
- Sphex mochii Giordani Soika, 1942
- Sphex modestus F. Smith, 1856
- Sphex muticus Kohl, 1885
- Sphex neavei (Arnold, 1928)
- Sphex neoumbrosus Jha & Farooqui, 1996
- Sphex nigrohirtus Kohl, 1895
- Sphex nitidiventris Spinola, 1851
- Sphex nudus Fernald, 1903
- Sphex observabilis (R. Turner, 1918)
- Sphex opacus Dahlbom, 1845
- Sphex optimus F. Smith, 1856
- Sphex oxianus Gussakovskij, 1928
- Sphex paulinierii Guérin-Méneville, 1843
- Sphex pensylvanicus Linnaeus, 1763
- Sphex permagnus (Willink, 1951)
- Sphex peruanus Kohl, 1890
- Sphex praedator F. Smith, 1858
- Sphex prosper Kohl, 1890
- Sphex pruinosus Germar, 1817
- Sphex resinipes (Fernald, 1906)
- Sphex resplendens Kohl, 1885
- Sphex rex Hensen, 1991
- Sphex rhodosoma (R. Turner, 1915)
- Sphex rufinervis Pérez, 1985
- Sphex rufiscutis (R. Turner, 1918)
- Sphex rugifer Kohl, 1890
- Sphex satanas Kohl, 1898
- Sphex schoutedeni Kohl, 1913
- Sphex schrottkyi (Bertoni, 1918)
- Sphex semifossulatus Van der Vecht, 1973
- Sphex sericeus (Fabricius, 1804)
- Sphex servillei Lepeletier de Saint Fargeau, 1845
- Sphex solomon Hensen, 1991
- Sphex stadelmanni Kohl, 1895
- Sphex staudingeri Gribodo, 1894
- Sphex subhyalinus W. Fox, 1899
- Sphex subtruncatus Dahlbom, 1843
- Sphex tanoi Tsuneki, 1974
- Sphex taschenbergi Magretti, 1884
- Sphex tepanecus Saussure, 1867
- Sphex texanus Cresson, 1873
- Sphex tinctipennis Cameron, 1888
- Sphex tomentosus Fabricius, 1787
- Sphex torridus F. Smith, 1873
- Sphex vestitus F. Smith, 1856
- Sphex walshae Hensen, 1991
- Sphex wilsoni Hensen, 1991
- Sphex zubaidiyacus Augul, 2013[4]